# Наумов, Антон Семёнович
Антон Семёнович Наумов (29 января [10 февраля] 1884, Херсонская губерния — 31 декабря 1919) — герой Первой мировой войны, участник Белого движения, командир 3-го Марковского полка, полковник.

## Биография
Из дворян. Уроженец Херсонской губернии.
Выдержал испытание на право вольноопределяющегося 2-го разряда при Михайловском Воронежском кадетском корпусе, а в 1905 году окончил Тифлисское пехотное юнкерское училище, откуда выпущен был подпоручиком в 23-й пехотный Низовский полк.
3 февраля 1906 года переведен в 11-й Восточно-Сибирский стрелковый полк. 15 декабря 1909 года переведен в 4-й Туркестанский стрелковый батальон. Произведен в поручики 5 июня 1910 года. 8 ноября 1910 года переведен в 3-й Туркестанский стрелковый полк. Произведен в штабс-капитаны 5 ноября 1913 года.
В Первую мировую войну вступил в рядах 3-го Туркестанского стрелкового полка. Удостоен ордена Св. Георгия 4-й степени
За то, что, будучи в чине штабс-капитана, 26 июня 1916 года у д. Кашевка под губительным артиллерийским и пулеметным огнем противника во главе своей роты первым переправился через р. Стоход, атаковал противника, занимавшего укрепленную позицию, и удержался на неприятельском берегу, обеспечив тем переправу остальных войск, чем способствовал общему успеху.
Произведен в капитаны 20 августа 1916 года «за отличия в делах против неприятеля», в подполковники — 24 июля 1917 года.
С началом Гражданской войны прибыл в Добровольческую армию, 3 июня 1918 года был зачислен в 7-ю роту 1-го Офицерского (Марковского) полка. В июле 1918 был назначен командиром 7-й роты, затем временно командовал 2-м батальоном полка. С 27 сентября 1918 года был переименован в полковники. Тяжело ранен 2 октября 1918 в боях под Армавиром. В январе 1919 года вернулся в полк по выздоровлении, а в марте был назначен командиром 3-го батальона полка, с которым участвовал в обороне Донбасса и Московском походе ВСЮР. С 1 сентября 1919 года назначен командиром формируемого 3-го Марковского полка. С 27 октября 1919 года командовал сводным отрядом, действующим в районе Кром. В результате неудачных действий и потери большей части отряда был отрешён от должности. Застрелился 31 декабря 1919 года при окружении Марковской дивизии у села Алексеево-Леоново.

## Награды
- Орден Святого Станислава 3-й ст. с мечами и бантом (ВП 20.04.1915)
- Орден Святой Анны 3-й ст. с мечами и бантом (ВП 3.06.1916)
- Орден Святой Анны 4-й ст. с надписью «за храбрость» (ВП 3.11.1916)
- Орден Святого Станислава 2-й ст. с мечами (ВП 18.11.1916)
- Орден Святого Георгия 4-й ст. (ПАФ 4.03.1917)
- Орден Святой Анны 2-й ст. с мечами (ПАФ 3.04.1917)